# Karl Glazebrook
Pour les articles homonymes, voir Glazebrook.
Karl Glazebrook FAA est un astronome britannique, connu pour ses travaux sur la formation des galaxies, pour avoir joué un rôle clé dans le développement de la technique « nod and shuffle » pour faire des relevés de redshift avec de grands télescopes, et pour avoir créé le langage de données Perl (PDL) (en). 

## Biographie
Glazebrook est né en 1965 au Royaume-Uni et a fait ses études à l'université de Cambridge et à l'université d'Édimbourg (PhD 1992). Il a occupé des postes postdoctoraux à l'université de Durham et à l'université de Cambridge avant de rejoindre l'Observatoire anglo-australien, où il a joué un rôle central dans le soutien du 2dF Galaxy Redshift Survey en tant que scientifique des instruments. Il a rejoint l'université Johns-Hopkins en 2000 où il a été professeur d'astronomie jusqu'en 2006, date à laquelle il est devenu professeur d'astronomie à l'université de technologie Swinburne (en) à Melbourne, en Australie. Son travail a été cité plus de 40 000 fois dans la littérature astronomique.
Glazebrook a également développé le Perl Data Language (en), une alternative open source basée sur Perl à l'IDL commercial.
Glazebrook était l'un des leaders du Gemini Deep Deep Survey (GDDS) qui a mesuré l'évolution des galaxies à l'aide de l'observatoire Gemini et des télescopes spatiaux Hubble et Spitzer. Le projet, ainsi qu'un certain nombre d'autres études, a déterminé en 2004 que des galaxies massives se sont formées étonnamment tôt dans l'Univers lointain. Glazebrook a inventé que la couleur moyenne de l'Univers est le cosmic latte, un beige fade. Cette plaisanterie destinée initialement à la rédaction d'une note de bas de page « amusante » a eu un plus grand retentissement médiatique que son travail principal. Glazebrook est également connu dans la communauté astronomique pour son travail de pionnier dans le développement de la technique d'oscillation baryonique pour utiliser la distribution des galaxies comme sonde d'énergie noire.
Après son départ pour l'Australie, il a joué un rôle de premier plan dans le relevé WiggleZ Dark Energy entre 2006 et 2011.

## Distinctions et récompenses
- 2018, Bourse des lauréats australiens[6]
- 2008, on lui décerne le prix Maria-et-Eric-Muhlmann pour le développement d'instruments et de techniques de recherche innovants de la Société astronomique du Pacifique[7] .
- L'astéroïde de la ceinture principale externe (10099) Glazebrook, découvert par Spacewatch à Kitt Peak en 1991, a été nommé en son honneur. La citation de nommage a été publiée le 11 novembre 2000 (M.P.C. 41571)[8].